# Váratlan (film)
A Váratlan (eredeti cím: Suddenly) egy 1954-es amerikai film, amelyben egy Frank Sinatra által megszemélyesített bérgyilkos le akarja lőni az amerikai elnököt. A film forgatókönyvét Richard Sale írta, rendezője Lewis Allen. A film noir műfajába tartozó Váratlan forgalmazója a United Artists. 
1954. október 7-én mutatták be az Egyesült Államokban, európai premierje tizenegy nappal később volt Nagy-Britanniában. 
A film 1,4 millió dolláros bevételt ért el.

## A cselekmény
|  | Alább a cselekmény részletei következnek! |

A film a kaliforniai Váratlan (=Suddenly) városában játszódik. A békés kisváros seriffje, Tod Shaw üzenetet kap távírón, hogy délután ötkor megáll a településen a máskor csak áthaladó expressz, és leszáll róla az amerikai elnök, aki egy közeli birtokra utazik. 
Az állomás közvetlen közelében lakó Benson-házhoz három FBI-ügynök érkezik, akik azt mondják az otthon lévő nagyapának, Pop Bensonnak, lányának, Ellennek és Pidge-nek, a nő kisfiának, hogy az elnök érkezéséig ott maradnak, nehogy valaki rálőhessen a politikusra az ablakból. Amikor a seriff és Dan Carney, a titkosszolgálat ügynöke megérkezik a házba, a három "ügynök" fegyvert ránt: Carneyt lelövik, Shaw-t megsebesítik a karján.
Kiderül: John Baron bérgyilkost azért fogadták fel, hogy megölje az elnököt. Baron leküldi egyik emberét a kisvárosba, hogy nézzen körül, de a rendőröknek gyanús lesz, és miután rálő egyikükre, őt is lelövik. A házban minden kész a merényletre: egy fémlábú asztalt csavaroztak az ablak elé, arra pedig egy állványt rögzítettek a távcsöves puskának. Közben megérkezik a korábban kihívott tévészerelő, Jud, akit szintén túszul ejtenek. Pidge a történések alatt végig a játékpisztolyával játszik, ám amikor megtalálja nagyapja revolverét, azzal tér vissza a szobába. A banditák nem veszik észre a cserét. A seriff megpróbálja meggyőzni a bérgyilkost, hogy ne várja meg az elnöki vonatot, hanem inkább meneküljön el a gyilkosságért kapott előleggel, mert nem fog tudni megszökni a hatóságok elől. Baron elutasítja, és miközben visszaemlékezik háborús élményeire, nyilvánvalóvá válik, hogy pszichopata, vagyis elsősorban nem a pénzért, hanem élvezetből öl.
Miközben Jud a tévét szereli, rögzít egy elektromos kábelt a fémasztalhoz. Baron társa odalép az asztalhoz, hogy belenézzen a puska távcsövébe, majd amikor az áram megcsapja, ujja rátapad a ravaszra, és görcsös rángásokkal kilövi az egész tárat. A rendőrök az állomásról viszonozzák a tüzet. Baron lelövi a tévészerelőt, majd az érkező vonat hangjára odalép a fegyver mögé, hogy teljesítse a megbízást, a vonat azonban nem áll meg. Ekkor Ellen Benson, apja fegyverével, meglövi a bérgyilkost, majd Shaw is rálő.
|  | Itt a vége a cselekmény részletezésének! |

## Szereposztás
| Szereplő           | Színész          |
| ------------------ | ---------------- |
| John Baron         | Frank Sinatra    |
| Tod Shaw           | Sterling Hayden  |
| Peter "Pop" Benson | James Gleason    |
| Ellen Benson       | Nancy Gates      |
| Pidge              | Kim Charney      |
| Dan Carney         | Willis Bouchey   |
| Bart Wheeler       | Christopher Dark |
| Benny Conklin      | Paul Frees       |
| Jud Kelly          | James O'Hara     |

## Az üzenet

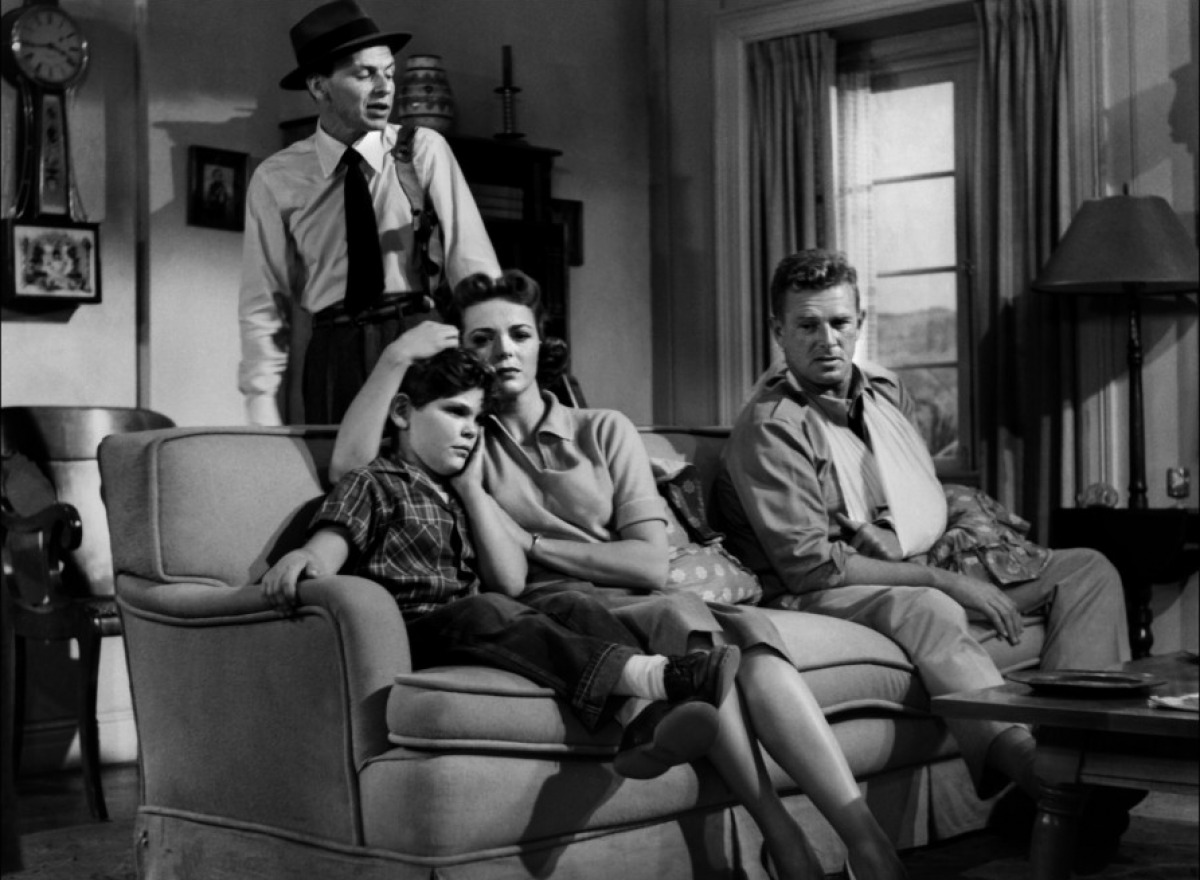
A kanapén a túszok, mögöttük a bérgyilkos

- A film kilenc évvel a második világháború után, a hidegháború elején készült és játszódik. Ellen, mivel férje meghalt a fronton, pacifista. Gyűlöli a háborút és a fegyvereket, nem engedi a fiát a moziba háborús filmet nézni, és még azt sem akarja, hogy Pidge-nek játékfegyvere legyen. Kétségei vannak afelől, hogy az embernek fel kell-e áldoznia magát valamilyen jó ügyért, ha a szükség úgy hozza. Shaw és Pop Benson azonban azon az állásponton van, hogy mindenkinek képesnek és késznek kell lennie megvédenie önmagát és hazáját. Amikor Ellen lelövi Baront, ezt a nézetet fogadja el.
- A fegyverviselés amerikai tradíciójáról is szól a film. Az üzenet, miszerint a fegyver a rossz ember kezében gonosz, a jó ember kezében nemes célt szolgál, többször is elhangzik. Mielőtt Shaw megveszi a játékpisztoly a kisfiúnak, tréfásan megkérdezi, ki akarja-e rabolni a benzinkutat. A fiú azt mondja: "Dehogy rabolnám ki a benzinkutat, egy fenét. Én lennék a seriff. Elkapnám a rablókat meg a marhatolvajokat, pont úgy, mint te." (Film: 3.15-3.20) Később Shaw ezt mondja Pidge anyjának: "Ellen, a gyereknek meg kell tanulnia, hogy a pisztoly nem szükségszerűen rossz. Csak attól függ, ki használja." (Film: 5.10-5.15) Ennek ellentéteként a bérgyilkos így fogalmaz, hogy "A pisztolytól élet-halál ura vagy. Kellemes érzés élet-halál urának lenni. (...) Pisztoly nélkül semmi sem vagyok. Semmim sem volt, míg nem volt pisztolyom. Mikor először kézbe vettem, és megöltem egy embert, tisztelni kezdtem magam. Valaki lettem." (Film: 1.05.25-1.06.00)